# Óró sé do bheatha abhaile
Óró, sé do bheatha abhaile (Gaelico irlandese: [ˈoːɾˠoː ʃeː d̪ˠə ˈvʲahə walʲə]) è una canzone tradizionale irlandese divenuta col tempo una canzone ribelle, in particolare all'inizio del XX secolo. Óró è un saluto, mentre sé do bheatha abhaile significa "bentornato a casa."

## Riadattamenti ed ispirazioni
La canzone ha avuto uno svariato numero di riadattamenti e performance nel tempo, in particolare da parte di gruppi ed artisti come i The Clancy Brothers and Tommy Makem, The Dubliners, The Cassidys, The Irish House Party, Noel McLoughlin, The McPeake Family, Thomas Loefke & Norland Wind, gli Wolfe Tones (Derek Warfield ne ha fatto versioni anche con altri gruppi).
Óró, sé do bheatha abhaile è stato anche cantato dai cantanti sean-nós (stile antico) Darach Ó Catháin e Dónall Ó Dúil (nell'album Faoin bhFód) e da Nioclás Tóibín.
Versioni con riarrangiamenti moderni sono state invece registrate da Seo Linn, John Spillane, The Twilight Lords, Cruachan, Tom Donovan e Sinéad O'Connor. Esiste anche una versione orchestrale classica eseguita dagli Irish Tenors.
La canzone ha conosciuto il più vasto pubblico mondiale perché cantata a cappella da un gruppo di uomini nella nebbia guidati da Máirtín de Cógáin nell'acclamato film Il vento che accarezza l'erba. Il pugile Steve Collins l'ha usata come canzone d'entrata sul ring per tutti i suoi incontri a difesa del titolo WBO pesi massimi, per un periodo di tempo di circa 7 anni.
Si è ipotizzato, dato la somiglianza della melodia del ritornello, che da questa canzone sia derivato il celebre canto marinaresco Drunken Sailor.